# Luigi Tassi
Luigi Tassi (fl. XX secolo) è stato un calciatore italiano, di ruolo difensore.

## Carriera
Debutta nel 1923 tra le file del Pro San Gottardo, club di Terza Divisione ligure.
La stagione seguente è tra le file del Genoa, scendendo in campo solo una volta, nella sconfitta esterna del 12 aprile 1925 contro il Legnano per 1-0.
L'ultimo ingaggio noto è quello tra le file del Pontedera club con cui disputò la Seconda Divisione 1928-1929 ottenendo il quarto posto del girone G.